# Caratê nos Jogos Pan-Americanos de 2023 - Kata individual masculino
O evento do kata individual masculino do caratê nos Jogos Pan-Americanos de 2023 foi disputado em 3 de novembro de 2023 no Centro de Esportes de Contato, em Ñuñoa. Um total de oito caratecas, cada um representando um Comitê Olímpico Nacional (CON), participaram do evento.

## Medalhistas
| Ouro   | USA Ariel Torres                         |
| Prata  | VEN Cleiver Leocadio                     |
| Bronze | ARG Luca Impagnatiello DOM Larry Aracena |

## Resultados

### Fase de grupos
Os oito caratecas foram divididos em dois grupos, onde cada um realiza três confrontos contra os adversários do grupo. Os dois primeiros de cada um disputam a medalha de ouro, enquanto o segundo e terceiro colocados avançam para as disputas da medalha de bronze (segundo de um grupo contra terceiro do outro).

#### Grupo A
| Pos. | Carateca             | V | D | Pts |
| ---- | -------------------- | - | - | --- |
| 1    | VEN Cleiver Leocadio | 3 | 0 | 9   |
| 2    | PER Mariano Wong     | 2 | 1 | 6   |
| 3    | BRA Bruno Conde      | 1 | 2 | 3   |
| 4    | CHI Simón Luengo     | 0 | 3 | 0   |

|                  | Resultado   |                      |
| ---------------- | ----------- | -------------------- |
| CHI Simón Luengo | 37.70–40.20 | PER Mariano Wong     |
| BRA Bruno Conde  | 38.60–39.80 | VEN Cleiver Leocadio |
| CHI Simón Luengo | 36.90–39.50 | BRA Bruno Conde      |
| PER Mariano Wong | 39.00–40.50 | VEN Cleiver Leocadio |
| PER Mariano Wong | 39.70–38.30 | BRA Bruno Conde      |
| CHI Simón Luengo | 37.90–40.10 | VEN Cleiver Leocadio |

#### Grupo B
| Pos. | Carateca               | V | D | Pts |
| ---- | ---------------------- | - | - | --- |
| 1    | USA Ariel Torres       | 3 | 0 | 9   |
| 2    | DOM Larry Aracena      | 2 | 1 | 6   |
| 3    | ARG Luca Impagnatiello | 1 | 2 | 3   |
| 4    | MEX Ahkxel Tepal       | 0 | 3 | 0   |

|                        | Resultado   |                        |
| ---------------------- | ----------- | ---------------------- |
| MEX Ahkxel Tepal       | 38.50–40.10 | DOM Larry Aracena      |
| ARG Luca Impagnatiello | 39.50–41.60 | USA Ariel Torres       |
| MEX Ahkxel Tepal       | 37.90–38.40 | ARG Luca Impagnatiello |
| DOM Larry Aracena      | 39.20–41.50 | USA Ariel Torres       |
| DOM Larry Aracena      | 40.30–40.10 | ARG Luca Impagnatiello |
| MEX Ahkxel Tepal       | 38.00–41.80 | USA Ariel Torres       |

### Fase final
Os vencedores de cada confronto definem as respectivas medalhas.
|  | Disputa pelo ouro    |                      |       |
|  |                      |                      |       |
|  | VEN Cleiver Leocadio | VEN Cleiver Leocadio | 40.10 |
|  | USA Ariel Torres     | USA Ariel Torres     | 42.60 |

|  | Disputa pelo bronze    |                        |       |
|  |                        |                        |       |
|  | ARG Luca Impagnatiello | ARG Luca Impagnatiello | 40.20 |
|  | PER Mariano Wong       | PER Mariano Wong       | 39.30 |

|  | Disputa pelo bronze |                   |       |
|  |                     |                   |       |
|  | BRA Bruno Conde     | BRA Bruno Conde   | 39.20 |
|  | DOM Larry Aracena   | DOM Larry Aracena | 39.70 |